# Metagrid
Metagrid est un projet suisse de mise en réseau de ressources dans le domaine des sciences humaines lancé par l’Académie suisse des sciences humaines et sociales (ASSH) et mis en œuvre par les Documents Diplomatiques Suisses (Dodis) avec le soutien du Dictionnaire historique de la Suisse (DHS). Le système permet de créer, gérer et analyser des liens entre des acteurs historiques identiques de différents sites web et bases de données.

### Site web
- http://www.metagrid.ch/fr/